# Tom Schütz
Tom Schütz (Bamberg, 20 gennaio 1988) è un calciatore tedesco, difensore o centrocampista del Burgpreppach.

## Statistiche carriera
| Squadra                       | Stagione        | Campionato       | Campionato | Campionato | Coppa    | Coppa | Altro    | Altro | Totale   | Totale |
| Squadra                       | Stagione        | Campionato       | Presenze   | Goal       | Presenze | Goal  | Presenze | Goal  | Presenze | Goal   |
| ----------------------------- | --------------- | ---------------- | ---------- | ---------- | -------- | ----- | -------- | ----- | -------- | ------ |
| Bayern Munich II              | 2005–06         | Regionalliga Süd | 3          | 0          | —        | —     | —        | —     | 3        | 0      |
| Bayern Munich II              | 2006–07         | Regionalliga Süd | 22         | 0          | —        | —     | —        | —     | 22       | 0      |
| Bayern Munich II              | 2007–08         | Regionalliga Süd | 23         | 0          | —        | —     | —        | —     | 23       | 0      |
| Bayern Munich II              | 2008–09         | 3. Liga          | 34         | 0          | —        | —     | —        | —     | 34       | 0      |
| Bayern Munich II              | 2009–10         | 3. Liga          | 31         | 1          | —        | —     | —        | —     | 31       | 1      |
| Bayern Munich II              | Totali          | Totali           | 113        | 1          | —        | —     | —        | —     | 113      | 1      |
| Babelsberg                    | 2010–11         | 3. Liga          | 36         | 1          | 1        | 0     | —        | —     | 37       | 1      |
| Arminia Bielefeld             | 2011–12         | 3. Liga          | 38         | 2          | 1        | 0     | —        | —     | 39       | 2      |
| Arminia Bielefeld             | 2012–13         | 3. Liga          | 35         | 1          | 2        | 2     | —        | —     | 37       | 3      |
| Arminia Bielefeld             | 2013–14         | 2. Bundesliga    | 27         | 1          | 2        | 0     | 2        | 0     | 31       | 1      |
| Arminia Bielefeld             | 2014–15         | 3. Liga          | 31         | 5          | 4        | 0     | —        | —     | 35       | 5      |
| Arminia Bielefeld             | 2015–16         | 2. Bundesliga    | 3          | 0          | 1        | 0     | —        | —     | 4        | 0      |
| Arminia Bielefeld             | Totali          | Totali           | 170        | 10         | 11       | 2     | 2        | 0     | 183      | 12     |
| Totali carriera               | Totali carriera | Totali carriera  | 319        | 12         | 12       | 2     | 2        | 0     | 333      | 14     |
| Aggiornamento: 16 agosto 2015 |                 |                  |            |            |          |       |          |       |          |        |
| Fonte:                        |                 |                  |            |            |          |       |          |       |          |        |

## Palmarès

### Club

#### Competizioni nazionali
- 3. Liga: 1

Arminia Bielefeld: 2014-2015
- Campionato tedesco di seconda divisione: 1

Arminia Bielefeld: 2019-2020